# Bevis Wood
Bevis Wood (* 17. August 1929 in Oldham; † 29. Januar 2006 in Preston) war ein britischer Radrennfahrer.

## Sportliche Laufbahn
Wood war im Straßenradsport aktiv. Von 1951 bis 1954 war er Unabhängiger, von 1955 bis 1957 Berufsfahrer, immer in britischen Radsportteams. 1951 war Wood in der Tour of the Peaks und im Glossop Grand Prix erfolgreich. 1952 wurde er Dritter der Mexiko-Rundfahrt und war damit der einzige Brite, der es in diesem Etappenrennen auf das Podium schaffte. In der Tour of Britain kam er auf den 7. Platz, nachdem er 1951 Vierter geworden war. Die Internationale Friedensfahrt bestritt er 1952 und wurde beim Sieg seines Teamkameraden Ian Steel 13. der Gesamtwertung. 1953 wurde er Zweiter der Tour of the Pennines hinter Bob Maitland. Die Tour of the Cotswolds konnte er 1955 gewinnen. In jener Saison startete er auch in der Tour de France. Er schied auf der 3. Etappe aus.